# Туйан
13°18′16″ пн. ш. 109°13′05″ сх. д. / 13.304393° пн. ш. 109.218006° сх. д.
Туйан (в'єт. Tuy An) — прибережний район у провінції Фуєн у центральній частині В'єтнаму.

## Географія
Туйан — прибережний район провінції Фуєн:
- На сході омивається Південнокитайським морем
- На півночі межує з містом Шонгкау та районом Дунсюань
- На заході межує з районом Сонхоа
- На півдні межує з містом Туйхоа і районом Фухоа .

Район має площу 435 км², а населення складає 133 тис. осіб (2004). Столицею району є місто Читхань, розташоване на національному шосе 1, за 30 км на північ від міста Туйхоа. Через район також проходить залізниця Північ-Південь.

## Соціально-економічні
Туйан є районом, що межує з морем і має багато відомих пам'яток, тому це місце має деякі відомі туристичні напрямки, такі як: пляж Ксеп, геологічне утворення Ганьдадіа, пагода Тхієнхунг, церква Мангланг, лагуна О Лоан, стародавні гробниці Фуєн, цитадель Ан Тхо, острів Майня, пагода Білого Каменю, Хон'єн, пляж Міа, пагода Тукуанг, пагода В'єнкуанг тощо.

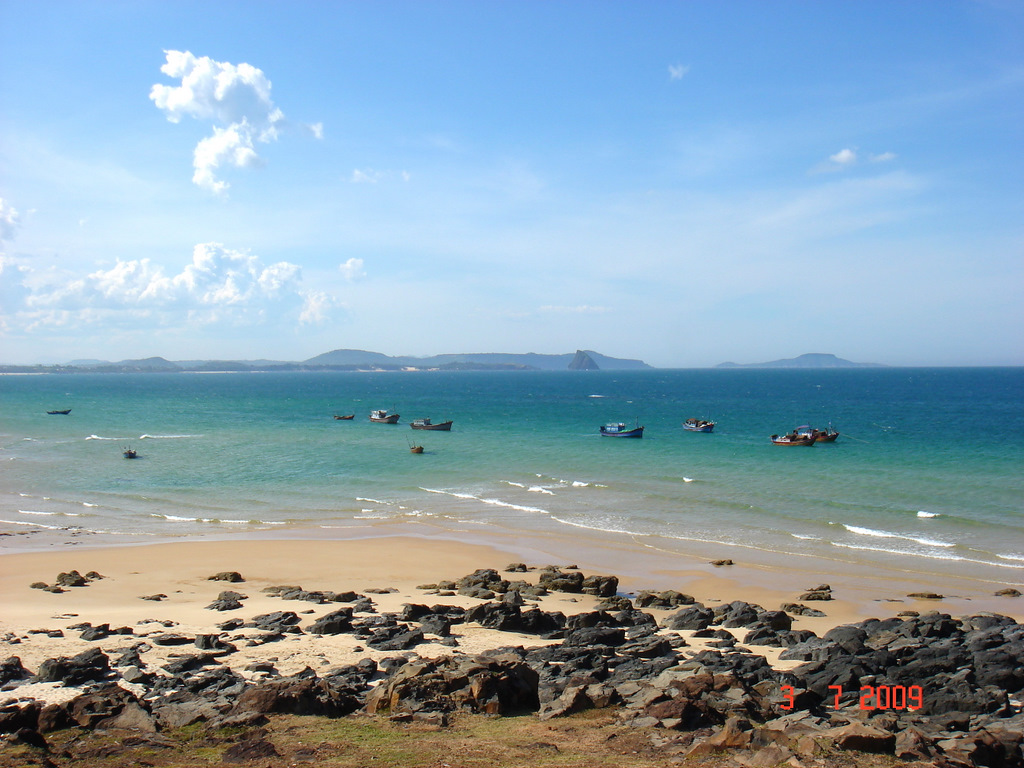
Пляж Ксеп
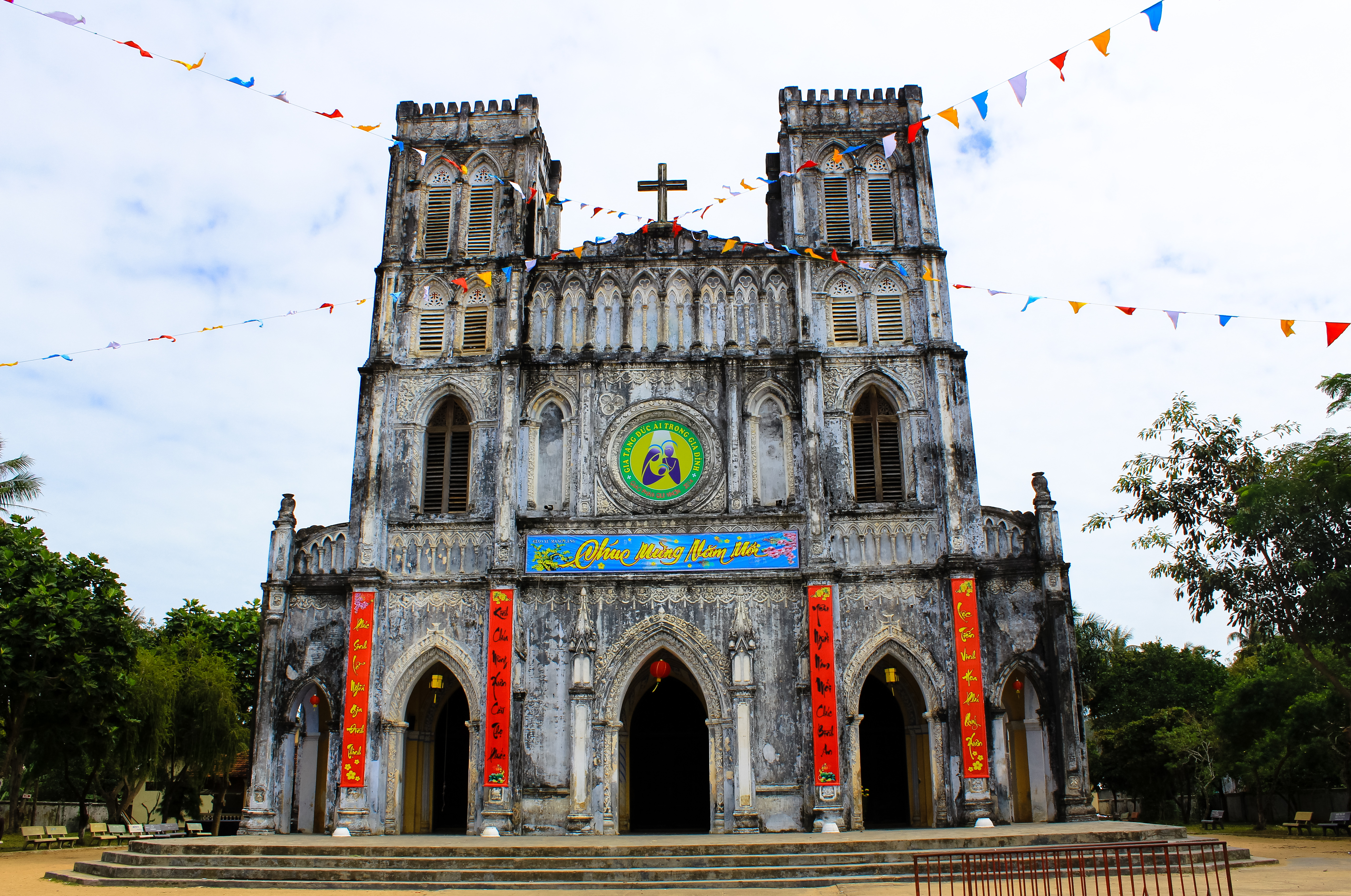
Церква Мангланг
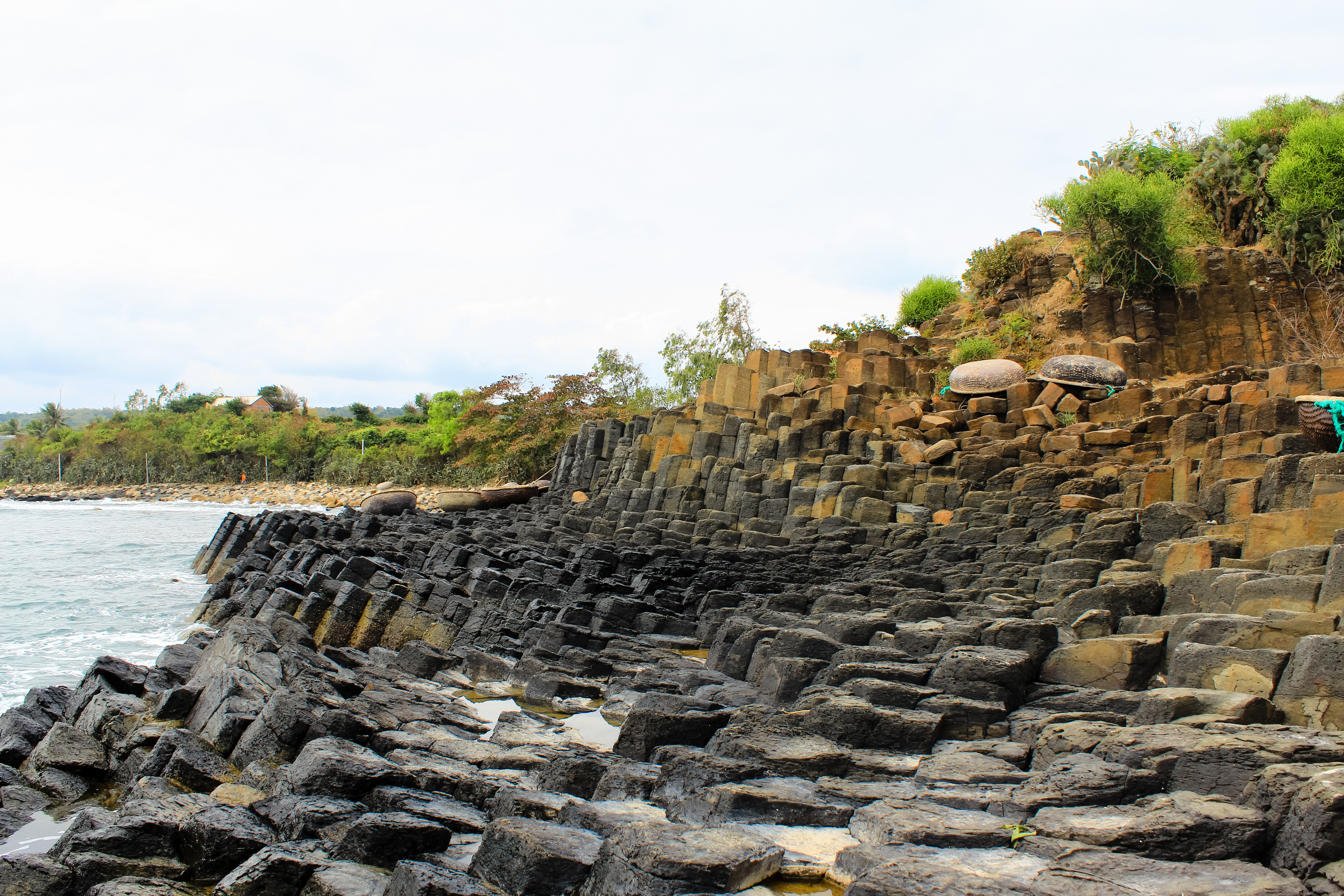
Ганьдадіа
Корал в Хон'єн